# فولکرتسهاوزن
فولکرتسهاوزن (به آلمانی: Volkertshausen) یک شهر در آلمان است که در کونشتانتس واقع شده‌است. فولکرتسهاوزن ۲٬۸۴۹ نفر جمعیت دارد.

## خواهرخوانده
شهر بولسنا خواهرخواندهٔ فولکرتسهاوزن هست.